# Pheronema
Pheronema is een geslacht van sponsdieren uit de klasse van de Hexactinellida.

## Soorten
- Pheronema amphorae Reiswig, 1992
- Pheronema annae Leidy, 1868
- Pheronema barbulosclera Lévi, 1964
- Pheronema carpenteri (Thomson, 1869)
- Pheronema conicum Lévi & Lévi, 1982
- Pheronema echinatum Ijima, 1927
- Pheronema giganteum Schulze, 1886
- Pheronema globosum Schulze, 1886
- Pheronema hemisphaericum (Gray, 1873)
- Pheronema ijimai Okada, 1932
- Pheronema megaglobosum Tabachnick, 1988
- Pheronema nasckaniense Tabachnick, 1990
- Pheronema pilosum Lévi, 1964
- Pheronema pseudogiganteum Tabachnick & Lévi, 2000
- Pheronema raphanus Schulze, 1895
- Pheronema semiglobosum Lévi & Lévi, 1982
- Pheronema surugense Okada, 1932
- Pheronema weberi Ijima, 1927